# Thamnaconus tessellatus
 Thamnaconus tessellatus és una espècie de peix de la família dels monacàntids i de l'ordre dels tetraodontiformes.

## Morfologia
- Els mascles poden assolir 22 cm de longitud total.[4][5]

## Hàbitat
És un peix marí i d'aigües profundes que viu entre 230-600 m de fondària.

## Distribució geogràfica
Es troba des de la Badia de Sagami (Japó) fins al mar de la Xina Oriental i el Mar de la Xina Meridional. També és present a Austràlia i Papua Nova Guinea.

## Observacions
És inofensiu per als humans.